# 效忠誓詞

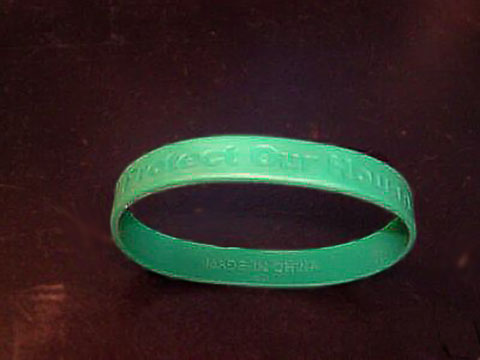
美国国家金融服务公司的效忠手镯，其上印有“保护我们的房子”的口号（"Protect Our House".）。员工在签署效忠誓词后获得腕带。 据一名CFC高级官员称，没有得到这样的腕带的后果是“我会失去工作”。

效忠宣誓（英語：Loyalty oath）是对个人所属的组织、机构或国家的效忠承诺。在美国，这样的宣誓通常表明宣誓人不是宣誓中提到的特定组织的成员。美国最高法院允许这种效忠宣誓成为法律文件的一种形式。

### 美国最高法院中涉及效忠誓詞的案件
- American Communications Assn. v. Douds, 339 U.S. 382 (1950)
- Gerende v. Board of Supervisors, 341 U.S. 56 (1951)
- Garner v. Board of Public Works, 341 U.S. 716 (1951)
- Speiser v. Randall, 357 U.S. 513 (1958)
- Cole v. Richardson, 405 U.S. 676 (1972)